# Lepidostoma cratis
Lepidostoma cratis is een schietmot uit de familie Lepidostomatidae. De soort komt voor in het Oriëntaals gebied.